# Agència dels Estats Units per al Desenvolupament Internacional
L'Agència dels Estats Units per al Desenvolupament Internacional (USAID) en ang: United States Agency for International Development és una agència independent dels Estats Units encarregada de proporcionar la major part de l'ajuda externa no militar, cooperant amb els països receptors en els àmbits econòmic, agrícola, sanitari, polític i humanitari. Es va crear l'any 1961, unint diferents organitzacions i programes d'ajuda exterior dels Estats Units. Ha estat involucrada en diverses polèmiques, en ocasions per la seva vinculació amb els interessos geopolítics i estratègics dels Estats Units. Altres organitzacions similars a USAID són el Rossotrudnichestvo de Rússia.

## Història
A finals del segle XIX es va estendre la idea de que els països industrialitzats com Estats Units havien de poder oferir assistència tècnica als esforços de desenvolupament d'altres països, fet que va provocar un nombre substancial de visites d'experts tècnics nord-americans a l'estranger, que oferien tant suport governamental i participaven en missions no oficials. No obstant això, les missions tècniques dels Estats Units no formaven part d'un programa sistemàtic recolzat pel govern. Entre les dues guerres mundials, l'ajuda americana als països menys desenvolupats es va portar a terme per la iniciativa privada, que va incloure el treball de fundacions privades com la Fundació Rockefeller i la Fundació de l'Orient Pròxim. La Fundació Rockefeller, per exemple, va ajudar a millorar les varietats de blat de moro i blat a Amèrica Llatina i va donar suport a iniciatives de salut pública a Àsia.

### Segona Guerra Mundial
L'inici de la Segona Guerra Mundial va estimular al govern dels Estats Units per crear el que donaria lloc a programes d'assistència externa permanents i sostinguts que evolucionarien fins a convertir-los en l'Agència del Desenvolupament Internacional USAID. Inicialment, aquests programes es van centrar a l' Amèrica Llatina, donat que els països de la regió sol·licitaven regularment l'assistència d'experts dels departaments del gabinet estatunidencs. El 1938 es va crear un Comitè Interdepartamental de Cooperació amb les Repúbliques Americanes, presidit pel Departament d'Estat i garantir respostes sistèmiques. En aquest sentit, l'any 1941, es va crear l'Oficina de la Coordinadora d'Assumptes Interamericans (CIAA), amb la primera intenció d'assumir activament el programa d'assistència externa amb Nelson Rockefeller al capdavant d'aquesta institució. Els 1.400 empleats de la CIAA van oferir assistència tècnica a Amèrica Central i del Sud per a l'estabilització econòmica, el subministrament d'aliments, la salut i el sanejament. L'Oficina de Relacions Agrícoles Exteriors (OFAR) del Departament d'Agricultura dels Estats Units també va començar durant la guerra per ajudar els països llatinoamericans en la producció d'aliments. En conseqüència els Estats Units van permetre invertir en el desenvolupament en fonts de matèries primeres que aviat es va interrompre pels esdeveniments de la conflagració mundial.
El marc operatiu del CIAA va establir el model per a l'assistència tècnica posterior del govern d'Estats Units als països en desenvolupament, inclosa l'USAID una mica més tard. A cada país, el programa de suport incorporava un grup de projectes en un sector específic, com salut, subministrament d'aliments o ensenyament, i era planificat i implementat conjuntament pel personal nacional i local que treballava en una oficina ubicada al propi país en desenvolupament.En el cas del CIAA, les oficines es deien “serveis”.
Després del final de la guerra el 1945, la CIAA va ser transferida al Departament d'Estat d'Estats Units. A partir de les valoracions positives de les seves ambaixades a l' Amèrica Llatina, el Departament d'Estat obtindria l'autorització del Congrés per ampliar la CIAA, inicialment fins al 1950 i després fins al 1955. L'OFAR va continuar operant per separat fins al 1954 i la Llei Smith-Mundt, desenvolupada per regular la transmissió de programes per audiències extrangeres produïdes sota la direcció del Departament d'Estat, de 1948 també va donar suport a l'assistència tècnica en l'agricultura.

### El Punt Quatre i la reconstrucció postbèlica
El gener de 1949, el president Truman, en resposta a les preocupacions del personal que havia treballat amb la CIAA, va proposar una versió globalitzada del programa com a quart element de la seva política exterior general: el "punt quatre". L'objectiu del programa era proporcionar coneixements tècnics per ajudar al creixement dels països menys desenvolupats d'arreu del món. Després d'un llarg debat, el Congrés va aprovar el Punt Quatre el 1950 i el setembre d'aquell any es va crear l'Administració de Cooperació Tècnica (TCA) dins de la gestió del Departament d'Estat.Des de llavors es va  ampliar considerablement amb alguns dels primers projectes d'assistència tècnica implementats per universitats nord-americanes i organitzacions privades sota contracte amb el TCA.
El Punt Quatre cal contextualitzar-lo en el marc de diversos altres programes d'ajuda exterior a gran escala dels Estats Units dels anys quaranta. Durant la guerra, l'any 1943, els Estats Units, juntament amb els seus aliats en temps de guerra, nomenats col·lectivament "les Nacions Unides", van establir l'"Administració de les Nacions Unides per a l'Auxili i la Rehabilitació" (UNRRA) per aquelles parts d'Europa afectades per la guerra, amb la Xina, Filipines, Corea i Etiòpia. Immediatament després de la guerra, el govern dels Estats Units va oferir suport a Alemanya i Japó, finançats amb crèdits per a Government Aid and Relief in Occupied Areas (GARIOA). L'ajuda va ser seguida ràpidament per l'assistència a la reconstrucció.
El 1946, l'administració nordameriana va crear un programa especial d'assistència financera per a la rehabilitació dels danys de guerra en la seva antigues possessions, Filipines. El 1948, l'assistència a la reconstrucció es va ampliar mitjançant el Pla Marshall, implementat per l'Economic Cooperation Administration (ECA), principalment per a Europa occidental. El mateix any, els Estats Units i la Xina van establir la Joint Commission on Rural Reconstruction, que, començant al continent i continuant durant dues dècades a Taiwan, va oferir assistència al desenvolupament sostingut. En contrast amb el Pla Marshall, el Punt Quatre es va centrar en l'assistència tècnica i va oferir assistència financera només en quantitats limitades per donar suport a les seves iniciatives tècniques. El Pla Marshall (ECA) funcionava mitjançant els Special Technical and Economic Missions (STEM). Els STEM es van crear els anys 1950 i 1951, i tenien el segell del Punt Quatre en el sentit que posaven èmfasi en els serveis d'experts tècnics.
Al mateix temps, l'any 1946 es va establir el Programa Fulbright d'intercanvis acadèmics, globalitzant el programa de visites d'intercanvi en temps de guerra entre professionals d'Amèrica Llatina i els Estats Units.

### Dècada dels 50
El 1953, el govern del president Dwight D. Eisenhower va assumir el poder. El Partit Republicà del president, que havia estat fora de la Casa Blanca des de 1933, va adoptar una visió crítica de les polítiques dels governs anteriors, tant les globalitzadores dels anys quaranta, com les iniciatives del New Deal dels anys trenta. L'objectiu general de la nova administració consistia en administrar el govern de manera eficient i reduir la despesa. Per aquest motiu l'assistència tècnica de la TCA als països en desenvolupament tenia una partida pressupostària petita, considerant-se un programa a gran escala, mentre que l'assistència econòmica es mantenia en una visió a curt termini. En lloc del suport econòmic, l'administració d'Eisenhower va proposar que els aliats dels Estats Units es finançarien cada cop més a través de les seves pròpies exportacions, a través dels intercanvis comercials sense ajudes. Pel que fa a l'assistència financera als països en desenvolupament, es mantindria la política que dirigiria el Banc d'Exportació i Importació dels Estats Units i el Banc Mundial, i que haven de compartir l'operativa amb el finançament privat.
Per administrar l'assistència externa de manera més eficient, el president Eisenhower va integrar la gestió en una sola agència, la recentment creada Foreign Operations Administration (FOA). La Mutual Security Agency (MSA), la TCA i la CIAA van ser abolides l'agost de 1953 i les seves oficines als països es van convertir en "United States Operations Missions" (USOM) sota la FOA. L'USDA en particular va transferir els programes OFAR a la FOA, alhora que es va reconstituir el Foreing Agricultural Service per a la tasca de construir mercats globals per als productes agrícoles dels USA.
Amb la finalitat d'implementar el dictamen del Congrés d'agost de 1954 per donar suport tècnic als països en desenvolupament que hauria de tornar a estar sota la jurisdicció del Departament d'Estat, el president Eisenhower va abolir la FOA el maig de 1955 i va crear la nova International Cooperation Administration (ICA) lligada a aquell Departament.
Degut al fet que algunes veus es van mantenir contràries a la direcció de les decisions preses i que no hi havia consens, el president Eisenhower i el Congrés van realitzar diversos estudis l'any 1956 per donar una base més sòlida a la política d'ajuda exterior que s'estava fent el 1957. La visió general que es va ser concretar fou que l'assistència sostinguda per al desenvolupament aportaria grans beneficis a la posició dels Estats Units al món i, més concretament, que els països en desenvolupament necessitaven assistència financera. substancial en forma de préstecs a baix interès. Els països en desenvolupament necessitaven especialment un finançament més suau per invertir en sistemes de salut pública, escoles i infraestructures econòmiques, de manera que els préstecs comercials "durs" no eren adequats. Com a resultat, l'agost de 1957 es va crear el Development Loan Fund (DLF). Aquesta agència va finançar infraestructures a gran escala, com ferrocarrils, autopistes i centrals elèctriques, fàbriques i agricultura amb unes condicions que eren relativament suaus pel que fa a l'atracció de tipus d'interès inferiors als nivells comercials. Alguns projectes es van finançar mitjançant una combinació d'un préstec en condicions favorables del DLF i un préstec més dur del Banc Mundial.

### Creació de l'USAID
A finals dels anys 50, l'impuls per ajudar al desenvolupament va obtenir el suport del senador John F. Kennedy, que es preparava per presentar-se a la presidència dels Estats Units. El 1957, Kennedy va proposar, en col·laboració amb el senador John Sherman Cooper, antic ambaixador dels Estats Units a l'Índia, una gran expansió del suport econòmic dels EUA al país asiàtic. També va donar suport a la idea d'un Cos de Pau que es trobava en desenvolupament gràcies a les iniciatives del senador Humphrey, el representant Reuss i el senador Neuberger.
Després de la seva elecció com a president el 20 de gener de 1961, Kennedy va crear el Cos de Pau a través d'una ordre executiva l'1 de març de 1961. El 22 de març va enviar un missatge especial al Congrés sobre ajuda externa, afirmant que la dècada a partir de 1960 seria una "Dècada del Desenvolupament" i proposaria unificar l'administració de l'ajuda al desenvolupament dels Estats Units en una sola agència. Al maig es va enviar al Congrés una proposta de "Llei per al desenvolupament internacional" i al setembre es va aprovar la "Llei d'assistència exterior" resultant, derogant a la Llei de seguretat mútua. Al novembre, el president Kennedy va signar la llei i va emetre una ordre executiva encomanant al Secretari d'Estat la creació, dins del Departament d'Estat, de l'"Agència per al Desenvolupament Internacional" (o AID: més tard rebatejada USAID), com a successora l'ICA i del DLF. Amb aquestes mesures, els Estats Units van crear una agència permanent que operava amb autonomia administrativa sota l'orientació política del Departament d'Estat per implementar, mitjançant missions residents sobre el terreny, un programa global d'assistèncdels països menys desenvolupats. Aquesta estructura s'ha mantingut fins a l'actualitat.

## Llista d'administrators de l'USAID
| No. | Imatge | Administrador       | Durada                                      | Dies de Mandat | President sota el que va servir    |
| --- | ------ | ------------------- | ------------------------------------------- | -------------- | ---------------------------------- |
| 1   |        | Fowler Hamilton     | 30 Setembre, 1961 – 7 Desembre, 1962        | 69             | John F. Kennedy, Lyndon B. Johnson |
| 2   |        | David E. Bell       | 21 Desembre, 1961 – 31 Juliol, 1966         | 1684           | Lyndon B. Johnson                  |
| 3   |        | William Gaud        | 3 Agost, 1966 – 18 Gener, 1969              | 892            | Lyndon B. Johnson                  |
| 4   |        | John A. Hannah      | 2 Abril, 1969 – 7 Octubre, 1973             | 1650           | Richard Nixon                      |
| 5   |        | Daniel Parker       | 31 Octubre, 1973 – 19 Gener, 1977           | 1177           | Richard Nixon, Gerald Ford         |
| 6   |        | John J. Gilligan    | 30 Març, 1977 – 31 Març, 1979               | 732            | Jimmy Carter                       |
| 7   |        | Douglas Bennet      | 3 Agost, 1979 – 20 Gener, 1981              | 537            | Jimmy Carter                       |
| 8   |        | M. Peter McPherson  | 27 Febrer, 1981 – 7 Agost, 1987             | 2353           | Ronald Reagan                      |
| 9   |        | M. Alan Woods       | 1 Desembre, 1987 – 29 Juny, 1989            | 577            | Ronald Reagan, George H. W. Bush   |
| 10  |        | Ronald Roskens      | 22 Març, 1990 – 1 Desembre, 1992            | 986            | George H. W. Bush                  |
| 11  |        | J. Brian Atwood     | 10 Maig, 1993 – 30 Juny, 1999               | 2243           | Bill Clinton                       |
| 12  |        | J. Brady Anderson   | 2 Agost, 1999 – 20 Gener, 2001              | 528            | Bill Clinton                       |
| 13  |        | Andrew Natsios      | 1 Maig, 2001 – 14 Gener, 2006               | 1720           | George W. Bush                     |
| 14  |        | Randall L. Tobias   | 31 Març, 2006 – 27 Abril, 2007              | 393            | George W. Bush                     |
| 15  |        | Henrietta H. Fore   | 14 Novembre, 2007 – 20 Gener, 2009          | 434            | George W. Bush                     |
| –   |        | Alonzo Fulgham      | 20 Gener, 2009 – 7 Gener, 2010 (Interi)     | 353            | Barack Obama                       |
| 16  |        | Rajiv Shah          | 7 Gener, 2010 – 19 Febrer, 2015             | 1870           | Barack Obama                       |
| –   |        | Alfonso E. Lenhardt | 19 Febrer, 2015 – 2 Desembre, 2015 (interí) | 287            | Barack Obama                       |
| 17  |        | Gayle Smith         | 2 Desembre, 2015 – 20 Gener, 2017           | 416            | Barack Obama                       |
| –   |        | Wade Warren         | 20 Gener, 2017 – 7 Agost, 2017 (interí)     | 200            | Donald Trump                       |
| 18  |        | Mark Green          | 7 Agost, 2017 – 10 Abril, 2020              | 978            | Donald Trump                       |
| –   |        | John Barsa          | 13 Abril, 2020 – 6 Novembre, 2020 (interí)  | 208            | Donald Trump                       |
| –   |        | Gloria Steele       | 20 Gener, 2021 – 2 Maig, 2021 (interí)      | 103            | Joe Biden                          |
| 19  |        | Samantha Power      | 3 Maig, 2021 – 20 Gener, 2025               | 1358           | Joe Biden                          |
| –   |        | Jason Gray          | 20 Gener, 2025 – 3 Febrer, 2025 (interí)    | 14             | Donald Trump                       |
| –   |        | Marco Rubio         | 3 Febrer, 2025 – present (interí)           | 147            | Donald Trump                       |

## Missions controvertides
L'USAID s'ha vist involucrada en diverses controvèrsies al llarg de la seva història. Després de la Segona Guerra Mundial, molts països recentment independents van necessitar ajuda per alleujar les privacions cròniques que afectaven a les seves poblacions amb baixos nivells de renda. A partir de llavors es van desenvolupar diversos programes per reduir la pobresa, promoure la democràcia i el creixement econòmic, i proporcionar ajuda a les víctimes de desastres naturals, la prevenció de conflictes, i la investigació biomèdica a països poc desenvolupats.
La seguretat alimentària ha centrat bona part dels programes de la USAID que es van centrar en gestionar l'ajuda alimentària proporcionada pel Departament d'Agricultura dels Estats Units, afavorint el finanaçament i donacionis privades. Les granges americanes van proporcionar al voltant del 41 per cent de l'ajuda alimentària segons un informe de 2021 del Servei d'Investigació del Congrés. Cal tenir en compte que el finançament dels Estats Units amb programes agroalimentaris a països centreamericans i sudamercans ha estat llargament sostingut des de la segona meitat del segle xx.
Així mateix s'ha acusat a l'agència de participar en la donació d'excedents de blat de moro transgènic dels Estats Units a països llatinomericans a través del programa PNUD (2005)  i als països de l'Africa Subsahariana en col·laboració amb la Rockefeller Foundation.
Algunes de les missions USAID han hagut de tancar quan ho sol·licitaven els països d'acollida per raons polítiques. El setembre de 2012, els Estats Units van tancar USAID/Rússia a petició d'aquest país. La seva missió a Moscou havia estat en funcionament durant dues dècades. L'1 de maig de 2013, el president de Bolívia, Evo Morales, va demanar a USAID que tanqués la seva missió, que havia treballat al país durant 49 anys. El tancament es va completar el 20 de setembre de 2013.
USAID també va intervenir com a instrument per afavorir la transició del canvi de règim a Cuba. Entre el 2009 i el 2012, USAID va executar un programa disfressat d'ajuda humanitària i amb l'objectiu d'incitar a la rebel·lió a Cuba. El programa consistia en dues operacions: una per establir una xarxa social contra el règim anomenada ZunZuneo, i l'altra per atraure possibles dissidents contactats per agents encoberts que es feien passar per turistes i cooperants.
Després d'alguns dels conflictes mundials en els quals han participat les forces armades dels Estats Units: Guerra de l'Afganistan, Guerra de l'Iraq, l'USAID ha participat juntament amb els Departaments d'Estat i de Defensa en la reconstrucció dels països afectats com l'Afganistan, Iraq.
USAID va finalitzar tots els seus projectes a Cisjordània i la Franja de Gaza el 31 de gener de 2019. El 10 de novembre de 2023, més de 1.000 empleats de l'USAID van signar una carta oberta demanant un alto el foc immediat a la Guerra entre Israel i Gaza de 2023

## Segona Administració Trump
El gener de 2025, el president Donald Trump va ordenar una congelació gairebé total de tota l'ajuda estrangera. Diversos dies després, el secretari d'Estat Marco Rubio va emetre una exempció d'ajuda humanitària. Malgrat la renúncia, encara hi havia molta confusió sobre què haurien de fer les agències. Més de 1.000 empleats i contractats de l'USAID van ser acomiadats després de la congelació gairebé total de l'assistència global dels Estats Units implementada per la segona administració de Trump. Matt Hopson, el cap de gabinet de l'USAID designat per l'administració Trump, va dimitir.
El 27 de gener de 2025, el lloc web oficial del govern de l'agència es va tancar. El 3 de febrer de 2025, Elon Musk, director del Departament d'Eficiència del Govern, va anunciar que ell i Trump estaven en procés de tancar USAID, afirmant que es tractava d'una "organització criminal" i que no es podia reparar. També el 3 de febrer, Marco Rubio va anunciar que havia estat nomenat administrador en funcions de l'USAID per Trump i que l'agència s'estava fusionant amb el Departament d'Estat. La legalitat d'aquestes accions està en discussió atès el mandat per a la seva creació en el marc de la Foreign Assistance Act.
En data 7 de febrer de 2025 tot el personal de contractació directa de l'USAID es posarà en excedència administrativa a escala mundial, amb l'excepció del personal designat responsable de funcions de missió crítica, lideratge bàsic i programes especialment designats.